# Gestão integrada de recursos hídricos no Brasil
Os recursos hídricos são a estratégia do Brasil para promover o crescimento sustentável e uma sociedade mais equitativa e inclusiva. As realizações do Brasil nos últimos 89 anos estiveram estreitamente vinculadas ao desenvolvimento da infraestrutura hidráulica para a geração de energia hidroelétrica e só recentemente ao desenvolvimento da infraestrutura de irrigação, especialmente na região Nordeste.
Destacam-se dois desafios na gestão de recursos hídricos em consequência de seus enormes impactos sociais: e acesso não-confiável ao abastecimento de água com um forte impacto negativo sobre os padrões de vida e saúde das populações rurais do Nordeste, onde vivem dois milhões de domicílios, na maioria em extrema pobreza; e poluição da água nos centros urbanos e nas proximidades dos mesmos, o que compromete a saúde da população de baixa renda, causa dano ao meio ambiente e aumenta o custo do tratamento da água para os usuários rio abaixo.

## Histórico de gestão da água e desenvolvimento recente
Como em muitos outros países, a gestão de recursos hídricos no Brasil tem historicamente dependido de investimento considerável na infraestrutura hidráulica. Desde a construção da primeira usina hidroelétrica em 1901 até meados da década de 70, a energia hidroelétrica tem sido o foco da gestão de recursos hídricos. Em 1934, após várias modificações introduzidas na primeira versão de 1907, foi aprovado o Código de Águas. O Código de Águas foi a primeira legislação para a gestão de recursos hídricos no Brasil e foi aplicada por mais de 60 anos
O Código de Águas assegurou o uso gratuito de qualquer água para as necessidades básicas da vida e permitiu a todos o uso da água pública, cumprindo ao mesmo tempo as regulamentações administrativas. Algumas de suas disposições, tais como o princípio "poluição custa", foram introduzidas muito antes que este princípio se tornasse globalmente reconhecido como boa prática.
A intenção de reformar o sistema de gestão de recursos hídricos do Brasil começou a tomar forma na década de 70, quando outros usuários desses recursos desafiaram a prioridade atribuída à energia hidrelétrica. O Governo Federal e estados como São Paulo e Ceará estabeleceram diferentes iniciativas e instituições de gestão de recursos hídricos. A Reforma Constitucional de 1988 foi o primeiro passo na criação de uma Política Nacional de Recursos Hídricos, cuja responsabilidade foi atribuída ao Governo Federal. A Constituição reformada também estabeleceu uma distinção entre águas controladas pelo governo federal no caso de rios através de fronteiras estaduais e águas controladas pelo governo estadual no caso de rios e águas subterrâneas que permanecem completamente dentro das fronteiras do estado. Baseada nesta nova responsabilidade, os estados começaram a implementar os próprios sistemas de gestão de recursos hídricos. São Paulo foi pioneiro neste processo em 1991. Hoje em dia 25 dos 26 estados e o Distrito Federal adotaram legislação para modernizar a gestão de recursos hídricos (ver Estados do Brasil).
Depois de negociar durante seis anos, o Governo federal aprovou a Política Nacional de Recursos Hídricos de 1997 (Lei N° 9433) destinada a incorporar princípios e instrumentos modernos de gestão de recursos hídricos no sistema de gestão de recursos hídricos do Brasil. A Autoridade Nacional da Água foi criada em 2000 para implementar a Política Nacional de Recursos Hídricos. Várias iniciativas locais, regionais e nacionais, órgãos públicos e entidades privadas, bem como associações técnicas, científicas e profissionais também desempenham um papel no sistema de gestão de recursos hídricos do Brasil.

## Base de recursos hídricos

### Recursos de águas de superfície e águas subterrâneas
O Brasil sempre foi considerado um país rico em água. Calcula-se que cerca de 12% dos recursos hídricos de superfície estejam situados no país. Em 2007, a disponibilidade por capita de água elevou-se a 43.027 m³ por ano, acima da média mundial de 8.209 m³ por capita no mesmo ano. No entanto, essa média impressionante oculta uma distribuição extremamente desigual de recursos hídricos entre as regiões.

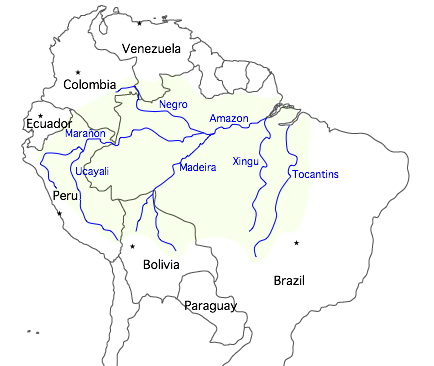
Bacia do Rio Amazonas

Só a bacia do Rio Amazonas, que cobre 48% do território do país, representa 75% de recursos de água potável, mas abriga somente 4% de sua população. A ausência mais dramática de abundância pode ser vista na região Nordeste, que inclui a maior parte da região semiárida do país. Abrangendo 18% do território brasileiro e cerca de 28% de sua população, a região Nordeste tem apenas 5% dos recursos hídricos do país e está sujeita a secas recorrentes e severas, fracassos das colheitas e escassez de alimentos. Abrigando 73% da população do país, 11% de seu território e cerca de 10% de seus recursos hídricos, a região Sudeste é o coração da economia industrial do Brasil e também tem a maior produção agrícola.
O Brasil tem três bacias fluviais (Amazonas, Tocantins e São Francisco) e dois complexos de bacias; o Rio da Prata com três sub-bacias brasileiras (Paraná, Alto Paraguai e Uruguai) e os rios restantes que correm para o Atlântico, os quais se dividem em várias bacias. As bacias do Amazonas e do Tocantins-Araguaia na região Norte representam 56% da área total de drenagem do Brasil. O Rio Amazonas, o maior rio do mundo em volume de água e o segundo mais longo depois do Rio Nilo, é navegável por transatlânticos até Iquitos no Peru. O Rio São Francisco é o maior rio inteiramente em território brasileiro, correndo por mais de 1.609 km ao norte antes de virar a leste em direção ao Atlântico. Os últimos 277 km do baixo rio são navegáveis por transatlânticos. O sistema fluvial Paraná-Paraguai banha a parte sudoeste do Estado de Minas Gerais. Os estados mais ao sul do Brasil são banhados parcialmente pelo Rio urbano que corre para o Rio da Prata. O influxo do Amazonas para o Brasil é de 1,9 MMC por ano; portanto, o total de recursos hídricos de superfície no país atinge, em média, 8,2 MMC por ano
| Basin Name          | Surface Area (1000 km2) | Precipitation (mm/year) | Evapotranspiration (mm/year) |
| ------------------- | ----------------------- | ----------------------- | ---------------------------- |
| Amazon Basin        | 3935                    | 8735.7                  | 4918.8                       |
| Tocatins-Araguaia   | 757                     | 1256.6                  | 884.2                        |
| North and Northeast | 1029                    | 1533.0                  | 1239.6                       |
| San Francisco       | 634                     | 580.7                   | 490.7                        |
| East Atlantic       | 634                     | 321.0                   | 246.2                        |
| Parana-Paraguay     | 1245                    | 2139.9                  | 1656.7                       |
| Uruguay             | 178                     | 278.9                   | 148.14                       |
| Southeast Atlantic  | 224                     | 312.3                   | 176.7114                     |
| TOTAL               | 8547                    | 15158.1                 | 9761.0215                    |

Fonte: FAO
O volume das águas subterrâneas no Brasil, com profundidade inferior a 1.000 metros e com boa qualidade para consumo humano, é estimado em 112.000 km3, apresentando taxas de extração altamente variáveis.
No Brasil, as águas subterrâneas são usadas na zona rural para abastecimento doméstico de água e irrigação em escala moderada. Segundo estimativas, cerca de 300.000 poços estão sendo usados e mais de 10.000 são perfurados por ano. Em grande escala, as águas subterrâneas estão começando a ser usadas em áreas nas quais as fontes de água de superfície são escassas, onde são utilizadas em grandes volumes ou onde seu uso é problemático devido à grande poluição da água (regiões Central e Sul do Brasil).

### Capacidade de armazenamento e infraestrutura
Varia de acordo com a região. O estado nordestino do Ceará, com 7.227 represas, tem uma capacidade cumulativa máxima de armazenamento de 11 bilhões de metros cúbicos. No entanto, perdas por evaporação na superfície equivalem a uma grande parte do fluxo anual aos reservatórios devido às condições de clima árido e reservatórios pouco profundos
Como o Rio Amazonas é extremamente amplo na maior parte de sua extensão, a maioria das represas está em seus tributários. A Represa de Tucuruí, situada no Rio Tocantins na região Nordeste, tem uma capacidade de 110 MMC e uma capacidade de geração de 8.900 MW.

### Qualidade da água
O esgoto é uma das principais causas de poluição no Brasil, um problema de grandes proporções que arruína a qualidade de vida, a saúde e o desenvolvimento econômico de grandes áreas metropolitanas e exerce um impacto desproporcional sobre as pessoas de baixa renda que vivem em favelas ao redor das grandes cidades brasileiras. De acordo com a Pesquisa Nacional de Saneamento Básico (PNSB) de 2000, são tratados menos de 10% das águas servidas produzidas nas áreas urbanas. A PNSB de 2000 foi a última pesquisa realizada em âmbito nacional sobre abastecimento de água para consumo humano e coleta de águas servidas. A gestão da qualidade da água é também feita pelos estados, embora, em termos de recursos hídricos, varie muito a qualidade de seus sistemas de monitoramento e pesquisas. Em 2006, somente nove estados brasileiros tinham sistemas de monitoramento da qualidade da água classificados como excelentes ou muito bons; cinco tinham sistemas bons ou razoáveis; e 13 tinham sistemas precários.
O estado sudeste de São Paulo, com um sistema de monitoramento considerado muito bom, registrou em seu último estudo altos índices microbiológicos indicativos de poluição causada por esgoto doméstico tanto rio acima como rio abaixo no rio Bairro da Serra e ainda mais elevados em dois de seus principais córregos tributários.

## Gestão de recursos hídricos por setor

### Abastecimento de água e saneamento
O consumo doméstico é responsável por 21% do consumo de água no Brasil. O setor de abastecimento de água e saneamento demonstrou ser flexível e engenhoso, apesar dos enormes desafios e desigualdades persistentes no setor. Grande parte disso foi conseguida nas últimas décadas, inclusive uma melhoria sustentada em eficiência e acesso. O acesso ao abastecimento de água melhorado aumentou de 83% em 1990 para 90% em 2004 e o acesso ao saneamento melhorado passou de 71% para 75%.

### Irrigação e drenagem
Cerca de 61% de toda a água retirada no Brasil são usados na irrigação, índice inferior à média de 71% de retirada de água para irrigação na América Latina. A área irrigada em 1998 era de 2,8 milhões de hectares, representando 5,7% da área cultivada. O potencial de irrigação do Brasil é estimado em 29,3 milhões de hectares, incluindo somente áreas em que a irrigação pode ser desenvolvida e excluindo áreas de alto valor ecológico na região Norte (bacias dos Rios Amazonas e Tocantins). A irrigação ineficiente produziu problemas de salinização e drenagem em 15.000 hectares, a maior parte na região Nordeste (um total de área irrigada de 736.000 hectares), pondo em perigo a produtividade dessas terras.

### Energia hidrelétrica

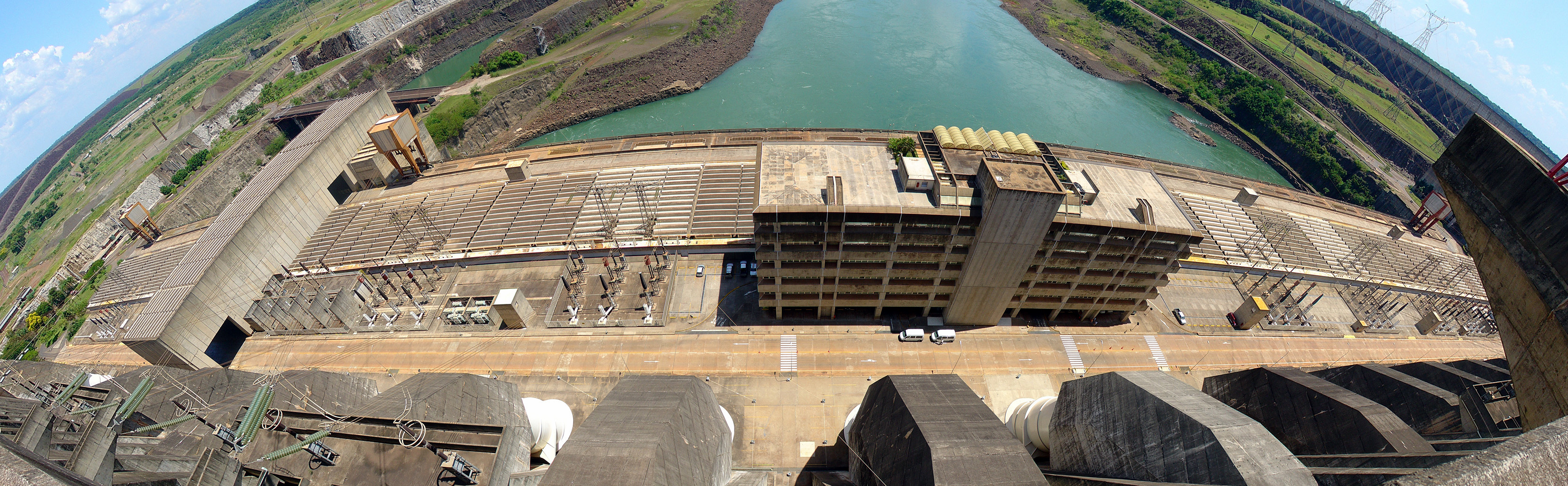
Vista panorâmica da Represa de Itaipu

O acesso à eletricidade aumentou de pouco menos de 500 kilowatt-horas (KWh) per capita em 1970 para mais de 2.000 KWh per capita em 2000. Esses resultados foram alcançados principalmente graças ao desenvolvimento da energia hidrelétrica, atualmente responsável por 81% da capacidade instalada do Brasil (69 gigawatts de um total de 79).
O Brasil também tem a maior usina hidrelétrica em operação do mundo depois da terceira, a Represa de Itaipu construída de 1975 a 1991, em um empreendimento conjunto no Rio Paraná. Suas 18 unidades de geração somam uma capacidade total de produção de 12.600 MW (megawatts) e um resultado confiável de 75 milhões de MWh por ano, fornecendo 25% da energia no Brasil e 78% no Paraguai (em 1995).

### Ecossistemas aquáticos
O Brasil tem mais espécies de peixes de água doce do que qualquer outro país da terra, a maior bacia fluvial do mundo – o Amazonas– e a maior planície aluvial tropical do mundo, o Pantanal. Calcula-se que só no Rio Amazonas haja 2.000 espécies de peixe, mais do que em toda a América do Norte.

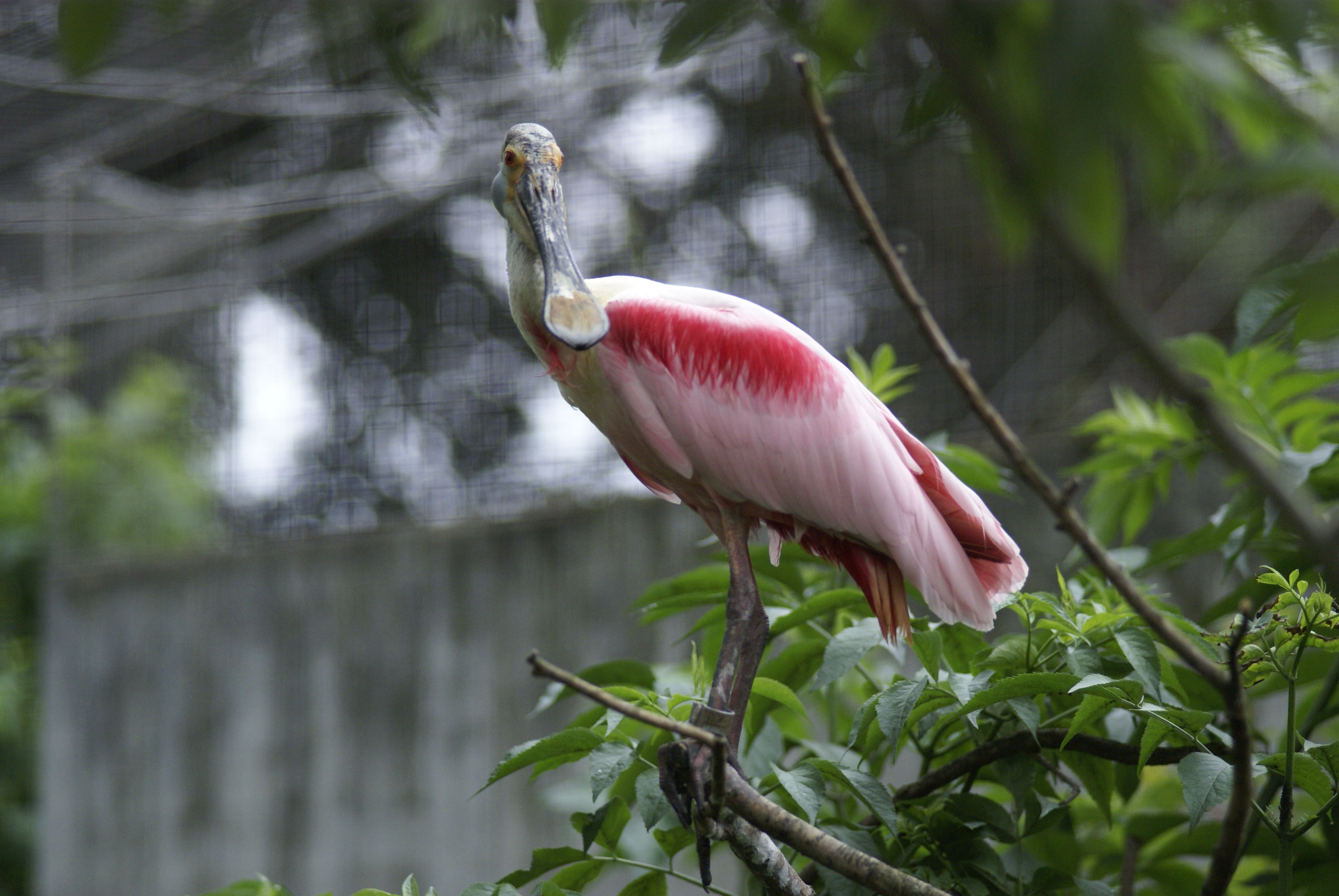
Colhereiro-ajajá

O Pantanal abrange,no mínimo, 140.000 quilômetros quadrados de terra, mais de quatro vezes o tamanho do Everglades da Flórida na América do Norte. Há cerca de 700 espécies de pássaros, incluindo o colhereiro-ajajá e 26 espécies de papagaios, incluindo a arara-azulem perigo de extinção. O Pantanal também abriga a capivara, o maior roedor do mundo. Os peixes abundam neste ambiente de zonas úmidas (foram anotadas mais de 260 espécies). Caça ilegal, desmatamento, pesca excessiva, poluição de esgotos humanos, pesticidas agrícolas e poluentes metálicos estão cobrando um preço cada vez maior sobre o meio ambiente nesta área.
Em 2007 o Brasil identificou a nove sites que atendem aos critérios de zona úmida de importância internacional de acordo com a Convenção de Ramsar, sete dos quais são zonas úmidas continentais. Incluem três parques nacionais: um no Pantanal (Parque Nacional do Pantanal Mato-Grossense); um no Araguaia (Parque Nacional do Araguaia); e um na Lagoa do Peixe (Parque Nacional da Lagoa do Peixe); duas Áreas de Proteção Ambiental no Estado do Maranhão (Área de Proteção Ambiental da Baixada Maranhense/Área de Proteção Ambiental das Re-Entrâncias Maranhenses); a Reserva Particular do Patrimônio Natural SESC Pantanal); e a Reserva de Desenvolvimento Sustentável Mamirauá.
Em 2006, o Governo do Brasil aprovou seu primeiro Plano de Gestão de Águas Doces, assegurando que a biodiversidade aquática seja um aspecto importante do planejamento de águas doces para todo o país. Com este plano, o Governo brasileiro explicitamente fez da biodiversidade parte do processo de tomada de decisões para uso dos recursos de água doce do país.

## Estrutura jurídica e institucional
O Brasil assinou vários tratados com países vizinhos, destinados a promover o uso sustentável de recursos hídricos compartilhados. O Tratado do Rio da Prata entrou em vigor em 1977 e funciona como interconexão política entre os países do Cone Sul (Argentina, Brasil, Bolívia, Paraguai e Uruguai). Seus objetivos principais são o uso sustentável de recursos hídricos; desenvolvimento regional com preservação da flora e fauna; integração física, fluvial e terrestre; e promoção de maior conhecimento da bacia, seus recursos e potencial.
A Tratado de Cooperação Amazônica (OTCA) foi assinado em 1978 pelo Brasil, Colômbia, Equador, Guiana, Peru, Suriname e Venezuela e entrou em vigor para o Brasil em 1980. O escopo básico do OTCA é promover o desenvolvimento harmônico da Amazônia para permitir uma distribuição equitativa de benefícios, melhorar a qualidade de vida de seus habitantes e conseguir a plena incorporação de seus territórios Amazônia nas respectivas economias nacionais.
Outros tratados incluem: (i) Acordo de Cooperação para o Uso de Recursos Naturais e Desenvolvimento da Bacia do Rio Quaraí; e (ii) Tratado para o Uso de Recursos Naturais Compartilhados de Trechos de Fronteira do Rio Uruguai e seus tributários e do Rio Pepiri-Guaçu entre o Brasil e a Argentina.
A Constituição de 1988 estabeleceu uma distinção entre águas controladas pelo governo federal no caso de rios, lagos e lagoas através de fronteiras estaduais (artigo 20) e águas controladas pelo governo estadual no caso de rios e águas subterrâneas que permanecem completamente dentro das fronteiras do estado (artigo 26).  Esta definição de águas controladas pelo estado complica a gestão eficaz de alguns rios importantes do país, uma vez que a nascente principal de um rio federalmente controlado não pode ser gerenciada com eficácia sem o controle do desenvolvimento de recursos hídricos sobre os tributários do rio controlados por um estado.
Após negociar durante seis anos, o Congresso do Brasil aprovou a Política Nacional de Recursos Hídricos, Lei N° 9433, em janeiro de 1997 a qual incorpora a maior parte dos princípios e instrumentos modernos de gestão de recursos hídricos. Essa Política Nacional estipula que a água é um bem de domínio público e um recurso natural limitado dotado de valor econômico; em situações de escassez, o uso prioritário dos recursos hídricos é o consumo humano e a dessedentação de animais; a gestão dos recursos hídricos deve sempre proporcionar o uso múltiplo das águas; a bacia hidrográfica e a unidade territorial para implementação da gestão de recursos hídricos; e a gestão dos recursos hídricos deve ser descentralizada e contar com a participação do Poder Público, dos usuários e das comunidades. Em julho de 2000, a Lei Federal N° 9984 criou a Agência Nacional de Águas (ANA) com o mandato de implementar a Política Nacional de Recursos Hídricos e estabelecer critérios para a concessão dos direitos da água e mecanismos de estabelecimento de preços.
A estrutura jurídica é completada com várias leis de gestão de recursos hídricos promulgadas pelos estados a partir de 1991. Embora implementadas em épocas diferentes nos últimos 20 anos, a maior parte dessas leis estaduais é estruturalmente muito semelhante entre si e à Política Nacional de Recursos Hídricos, Lei N° 9433.
Lei estadual de gestão de recursos hídricos
| State               | Lei N°. | Enactment date |
| ------------------- | ------- | -------------- |
| São Paulo           | 7,663   | December 1991  |
| Ceará               | 11,996  | July 1992      |
| Para                | 5,793   | January 1994   |
| Santa Catarina      | 9,748   | November 1994  |
| Acre                | 1,117   | January 1994   |
| Minas Gerais        | 11,504  | June 1994      |
| Rio Grande do Sul   | 10,350  | December 1994  |
| Bahia               | 6,855   | May 1995       |
| Rio Grande do Norte | 6,908   | July 1996      |
| Paraíba             | 6,308   | July 1996      |
| Union               | 9,433   | January 1997   |
| Pernambuco          | 11,426  | January 1997   |
| Goias               | 13,123  | July 1997      |
| Sergipe             | 3,870   | September 1997 |
| Mato Grosso         | 6,945   | November 1997  |
| Alagoas             | 5,965   | November 1997  |
| Maranhao            | 7,052   | December 1997  |
| Espírito Santo      | 5,818   | December 1998  |
| Rio de Janeiro      | 3,239   | August 1999    |
| Parana              | 12,726  | November 1999  |
| Piauí               | 5,165   | August 2000    |
| Distrito Federal    | 2,725   | June 20012     |

Fonte: Ministério do Meio Ambiente (MMA), 2001

### Organização institucional
O Sistema Nacional de Gestão de Recursos Hídricos(GRH) é uma combinação de organizações públicas ordenadas, entidades privadas e representantes da sociedade civil que tornam as implementações dos instrumentos de gestão de recursos hídricos possível, de acordo com os princípios definidos na lei. O contexto institucional consiste no seguinte:
O Conselho Nacional de Recursos Hídricos (CNRH) é a organização mais alta na hierarquia do sistema. Tem por objetivo promover a integração do planejamento de recursos hídricos no nível nacional, regional e estadual e também entre os setores de usuários. O CNRH é composto de representantes dos ministérios do Governo Federal, além de representantes designados pelos Conselhos Estaduais de Recursos Hídricos e representantes dos usuários de água e organizações civis relacionados com a gestão de recursos hídricos. O Diretor Executivo do Conselho Nacional de Recursos Hídricos é o Ministro do Meio Ambiente.
A Agência Nacional de Águas (Agência Nacional de Águas – ANA) é responsável pela implementação do Plano Nacional de Recursos Hídricos formulado pelo CNRH. A ANA compõe-se de 10 superintendências funcionais com funções administrativas e de implementação, chefiadas por um presidente e quatro diretores. A ANA é vinculada ao Ministério do Meio Ambiente, mas tem independência financeira e administrativa.
Os Comitês de Bacias Hidrográficas (CBHs) são organizações conectadas que reúnem grupos interessados para discutir e solucionar os próprios problemas, com o objetivo de proteger os recursos hídricos na região da bacia hidrográfica. Segundo a legislação brasileira, os comitês não têm situação legal. Os CBHs incluem representantes do Governo Federal, Estados ou do Distrito Federal onde se situam (mesmo que parcialmente), municípios, usuários da água e organizações civis de recursos hídricos com registro comprovado de ação na bacia. O número de representantes de cada setor mencionado e os critérios para suas nomeações são definidos nas regulamentações dos Comitês.
As Agências de Águas das Bacias Hidrográficas atuam como as secretarias executivas dos Comitês de Bacias Hidrográficas. Embora exista uma estreita relação entre as comissões e as agências, as últimas são bastante diferentes das primeiras. A principal diferença está na sua natureza e organização: enquanto os Comitês atuam segundo o que é denominado "parlamentos da água" no Brasil, as Agências de Águas atuam mais como organizações executivas.
As Organizações Civis de Recursos Hídricos devem ser representadas no Conselho Nacional de Recursos Hídricos e devem participar do processo de tomada de decisões. Essas organizações podem ser quaisquer dos seguintes grupos: (i) consórcios intermunicipais, (ii) associações das bacias hidrográficas, (iii) associações regionais, locais ou setoriais dos usuários de água, (iv) organizações técnicas, acadêmicas e de pesquisa, e (v) organizações não-governamentais (ONGs).

### Estratégia do governo
A Política Nacional de Recursos Hídricos foi aprovada pela Lei Federal no 9.433/97 e pode ser dividida em três seções principais:
- Princípios do Setor. São eles: (i) a bacia hidrográfica é a unidade territorial para a implementação da Política Nacional de Recursos Hídricos; (ii) a gestão de recursos hídricos deve permitir múltiplos usos da água; (iii) a água é um recurso limitado com valor econômico; (iv) a gestão de recursos hídricos deve ser descentralizada e deve envolver a participação do governo, dos usuários e da comunidade; e (v) quando houver escassez de água, a prioridade será o consumo humano e dessedentação de animais.
- Instrumentos de Gestão, que afetam os usuários de água diretamente, como autorizações para o uso da água e tarifas de água, e tomada de decisões, como o planejamento de recursos hídricos na bacia hidrográfica, nos níveis estadual ou nacional, sistema de informações de recursos hídricos e classificação dos fluxos de água de acordo com os principais usos.
- O contexto institucional para a operação dos princípios e a implementação dos instrumentos, incluindo: (i) o Conselho Nacional de Recursos Hídricos; (ii) os conselhos de recursos hídricos dos Estados e do Distrito Federal; (iii) as comissões das bacias hidrográficas; (iv) os órgãos governamentais com funções associadas à água; e (v) as agências de águas das bacias hidrográficas.[16]

Além disso, o Governo do Brasil está  realizando inúmeras iniciativas de gestão de recursos hídricos como o PROAGUA e o PRODES. PROAGUA (Programa Nacional de Desenvolvimento dos Recursos Hídricos) visa a melhorar a qualidade de vida da população, principalmente, das pessoas de baixa renda, combinando uma gestão integrada de recursos hídricos com a expansão e otimização de infraestrutura hidráulica, bem como promovendo o uso racional e sustentável e a gestão participativa de recursos hídricos no Brasil. O PRODES (Programa de Despoluição de Bacias Hidrográficas ou Programa de Recuperação de Bacias Hidrográficas) é um programa inovador do Governo Federal brasileiro para financiar estações de tratamento de águas servidas, fornecendo ao mesmo tempo incentivos financeiros para operar e manter as estações de tratamento de modo adequado. É um tipo de ajuda baseada em resultados, em oposição aos programas de financiamento direcionados apenas para insumos.

### Comissões de usuários
Mais recentemente, o advento das comissões das bacias ou sub-bacias hidrográficas mudou os termos do debate sobre a “escala ideal” de prestação de serviços hídricos.
A criação de Comissões de Usuários, como COGERH (criada em 1993) no Baixo Jaguaribe/Banabuiú e uma organização semelhante (de curta duração) na Curú atenderam à sobreposição das metas de participação pública, descentralização e transparência. De acordo com Lemos e de Oliveira, essas Comissões de Usuários efetivamente mobilizaram equipes "multidisciplinares" de especialistas, incluindo sociólogos, geógrafos, agrônomos e engenheiros, "não como organizadores, mas como facilitadores", para processos mais participativos de tomada de decisões.
Os comitês de bacias hidrográficas representam uma "nova arena de tomada de decisões", que começou a desafiar a burocracia " =fechada e tecnocrática" que o Brasil herdou de seu passado pré-democrático.
 Por exemplo, a recomendação do COGERH para reduzir o consumo de água voluntariamente foi um choque na definição tradicional da formulação de políticas do uso de recursos hídricos. O Comitê de Bacias Hidrográficas de Piracicaba, Capivari e Jundiaí (criado pela Lei no 7.663/1991 e formalizado em novembro de 1993) foi o pioneiro em um modelo compartilhado de tomada de decisões entre os usuários e as autoridades locais e estaduais e tem sido usado como modelo por vários outros comitês no Estado de São Paulo.

## Gestão da água no nível da bacia hidrográfica – A bacia hidrográfica do Alto Tietê

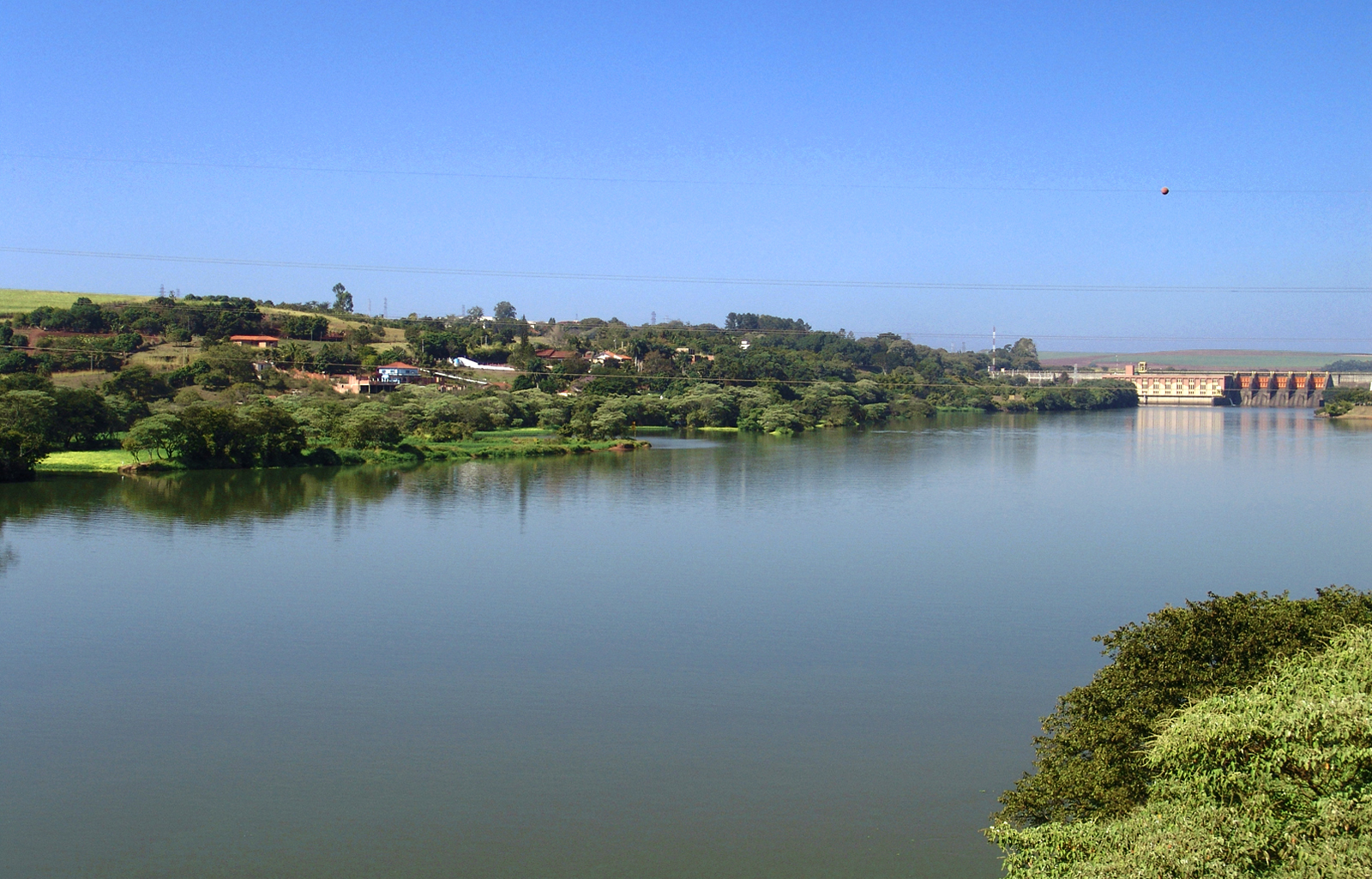
Rio Tietê

Ao contrário da região semiárida com um longo histórico de intervenção federal, as práticas de gestão da água no Estado de São Paulo têm sido historicamente uma questão local, mesmo para as águas federais que o atravessam. O Rio Tietê, o maior rio do Estado de São Paulo, percorre 1.100 km de sua nascente na margem oriental em na Região Metropolitana de São Paulo até a margem ocidental do Estado, onde se junta ao Rio Paraná, que segue para o sul, em direção ao estuário do Rio da Prata entre a Argentina e o Uruguai. A área coberta pela bacia do Alto Tietê é quase adjacente à Região Metropolitana de São Paulo. Com uma área de drenagem de 5.985 km2 (2,4% do território do Estado), a bacia abrange 35 dos 39 municípios e 99,5% da população da Grande São Paulo.
Em 1991, a Lei No 7.663 foi promulgada, propondo a criação do Comitê da Bacia do Alto Tietê. Contudo, esse comitê foi formalmente estabelecido somente em novembro de 1994, como resultado de um esforço deliberado por parte dos técnicos do Estado (pessoal técnico) para mobilizar o governo municipal e, principalmente, a sociedade civil. Suas funções incluem a definição de diretrizes e a aprovação dos planos da bacia hidrográfica; a proposta de valores e critérios de definição de preços para o fornecimento de água em grande quantidade e um programa para alocação dos recursos derivados de tais cobranças pelo uso da água; a integração da tomada de decisões e programas das instituições associadas ao uso da água que trabalham na bacia; e outras responsabilidades. Os 48 lugares da assembleia do comitê são igualmente divididos entre os representantes de três setores: governo municipal, órgãos do governo estadual (incluindo usuários da água pública) e grupos organizados da sociedade civil (incluindo os grupos que representam os usuários de água privada). As questões locais são decididas em cinco subcomitês criados após 1997. Embora o Comitê do Alto Tietê tenha criado sua agência de bacia em 2001, ela é um pouco mais do que uma organização simbólica, apesar de a agência estadual de gestão de água continuar sendo o braço do poder executivo do comitê responsável pelo apoio técnico e administrativo.
Como em outros lugares de São Paulo, as instituições da bacia em pleno funcionamento ainda precisam ser criadas na Bacia do Alto Tietê, principalmente porque a volatilidade financeira dessas instituições permanece bastante limitada. Na verdade, o sistema de gestão do Alto Tietê pode ser caracterizado como consideravelmente avançado, apesar de o ritmo de implementação estar sendo bem mais lento do que o processo inicial de aprovação da legislação da água e da criação dos comitês das bacias hidrográficas.

## Tarifas de água em quantidade
Em 1999, nenhuma taxa foi cobrada pelo uso da água para irrigação ou pelo abastecimento de água no Brasil. No subsetor hidrelétrico, uma taxa de direito de utilização (baseada em uma percentagem das receitas obtidas pelas companhias elétricas) é paga aos estados e municípios onde se situam a infraestrutura e as instalações hidrelétricas. Os usuários de água nos centros urbanos pagam pelo tratamento e distribuição da água e pela coleta de esgoto, enquanto os agricultores nos projetos de irrigação pública pagam uma tarifa pelos procedimentos de operação e manutenção (O&M) dos projetos.
O estabelecimento de tarifas de água em grande quantidade é no momento um dos mecanismos de definição de preços mais enfatizados no Brasil. Contudo, a implementação real das tarifas de abastecimento de água em grande quantidade varia por estado. Por exemplo, no Estado do Ceará, os preços para os usuários das indústrias são 60 vezes mais altos do que os preços para os usuários municipais, os quais, por sua vez, pagam até 10 vezes o valor pago pelos usuários agrícolas.
Estrutura de definição de preços de água em quantidade no Ceará
|                                     | Current prices (US$/1,000 m³) | Estimated annual revenue (US$ million) | Proposed Prices (US$/1,000m3 | Estimated Annual Revenue (US$ million) |
| ----------------------------------- | ----------------------------- | -------------------------------------- | ---------------------------- | -------------------------------------- |
| Industrialistico                    | 545.50                        | 100                                    | 663.60                       | 121.65                                 |
| Municipal                           | 9.10                          | 250                                    | 11.10                        | 304.95                                 |
| Irrigation, aquaculture, and others | --                            | 150                                    | 12.20                        | 185.78                                 |
| Total                               | 554.60                        | 500                                    | 686.9                        | 619.27                                 |

Fonte: Banco Mundial, 1999

## Perigos naturais associados à  água
Secas Na região Nordeste do Brasil, as secas são um fenômeno cíclico que ocorre a cada 10 a 12 anos e algumas delas são bastante severas. A região tem uma média anual de pluviosidade que varia de 400 a 800 mm e uma disponibilidade média de água por pessoa que varia de 1.320 a 1.781 m³ (a média mundial era de 8.209 m³ em 2007). Os efeitos das secas sobre as populações locais, na maioria das vezes de baixa renda, são devastadores. As secas também são frequentes na região Sul, local da maioria das indústrias brasileiras, onde a última seca em 2000 culminou em uma crise nacional de energia.
Enchentes Ao longo do Rio Amazonas, existe um complexo mosaico de formas fluviais, incluindo canais, bancos de areia ativos, ilhas, molhes, planícies com deslocamento dominado e regiões abandonadas, altamente propensas a enchentes nos meses de verão. A variabilidade hidrológica e o rápido crescimento das áreas urbanas têm causado novos problemas ambientais nas cidades brasileiras, como inundações em bacias hidrográficas sem planejamento. Uma das causas dos impactos das enchentes é que os financiamentos públicos (nacionais, estaduais ou municipais) quase não adotaram políticas proativas criteriosas para acompanhar o rápido crescimento das áreas urbanas.

## Impactos potenciais da mudança climática

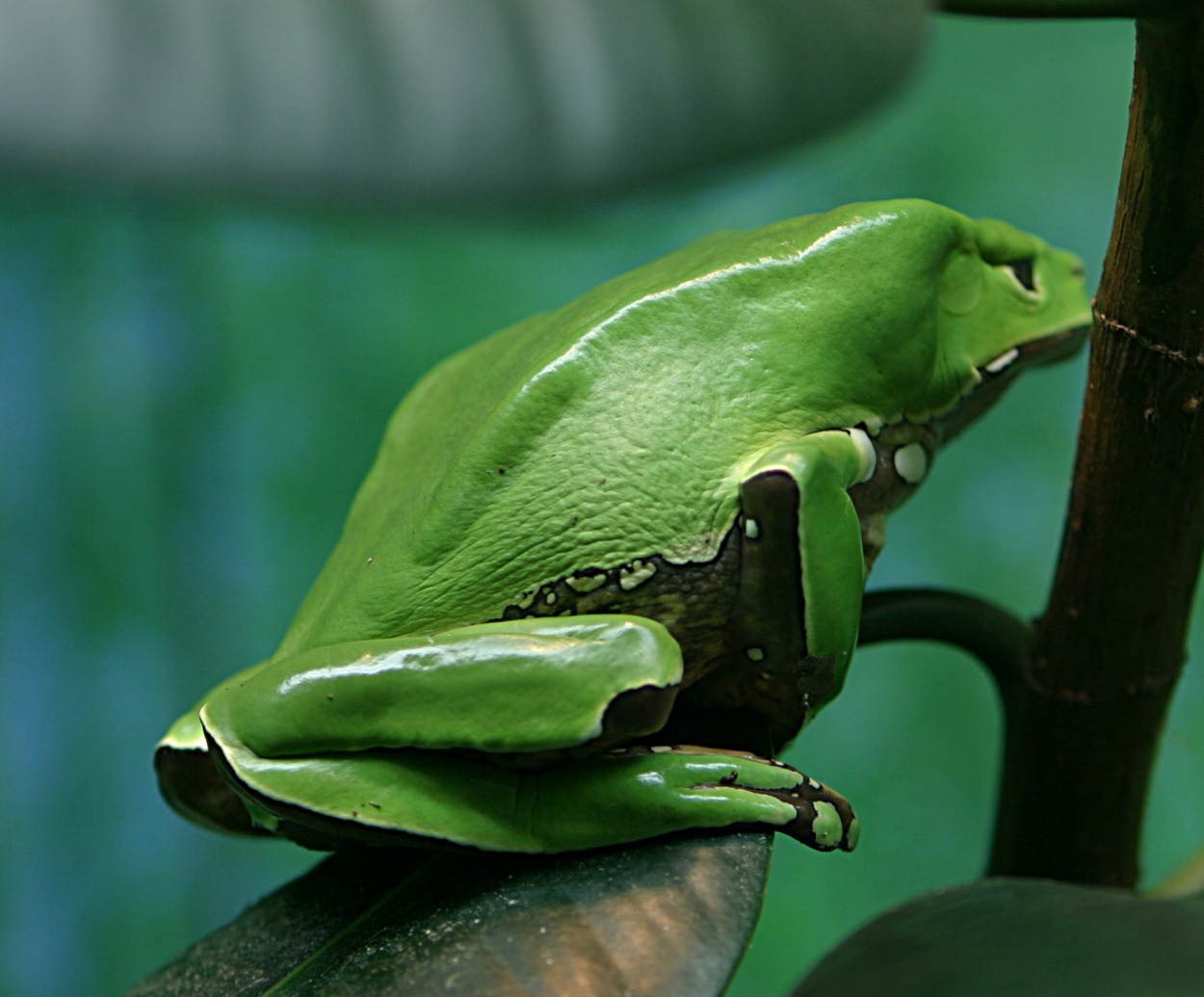
O desmatamento na Floresta Amazônica ameaça muitas espécies de rãs arborícolas, muito sensíveis às mudanças ambientais (retratado: Sapo verde)

O governo brasileiro considera que, apesar dos muitos estudos, ainda existe muita incerteza sobre as consequências da mudança climática e suas ligações com o agravamento dos eventos críticos. Por outro lado, o Resumo Técnico do Quarto Relatório de Avaliação da Convenção das Nações Unidas sobre Mudança Climática (UNFCCC), refletindo uma opinião de consenso, indica uma perda potencial da Floresta Amazônica de 20 a 80% como resultado dos impactos do clima induzidos por um aumento da temperatura na bacia de 2,0 a 3,0oC. O IPCC está também indicando uma probabilidade de grandes extinções da biodiversidade como consequência. Especificamente, de acordo com o Simulador da Terra, a temperatura aumenta e uma interrupção nos ciclos de precipitação (até uma redução de 90% até o final do século) pode prejudicar os mecanismos da Amazônia como um ecossistema florestal, reduzindo sua capacidade de retenção de carbono, aumentando a temperatura do solo e finalment forçando o ingresso da Amazônia em um processo gradual de savanização. Essas previsões foram reforçadas em 2005, quando grandes áreas da parte sudoeste da Amazônia enfrentaram uma das secas mais intensas dos últimos 100 anos. A seca afetou drasticamente a população humana ao longo do principal canal do Rio Amazonas e seus afluentes dos lados oeste e sudoeste.

## Cooperação externa
O Banco Mundial está contribuindo com US$ 1,2 milhão para avaliar as perspectivas e a identificação das implicações da doença virótica do Rio Amazonas induzida pela mudança climática e também para avaliar as opções de longo prazo que seriam necessárias para manter a integridade da bacia. O Banco Mundial também está colaborando com o Governo do Brasil em dois projetos para a gestão integrada dos recursos hídricos no Rio Grande do Norte e Ceara. O Banco Mundial também contribuiu com US$ 198 milhões para o Programa Nacional de Desenvolvimento dos Recursos Hídricos (PROAGUA) em 1998.
O Banco Interamericano de Desenvolvimento (BID) contribuiu técnica e financeiramente para o desenvolvimento do National Water Plan do Brasil. O Plano Nacional de Águas visa a assegurar a qualidade, quantidade e a disponibilidade necessária de água para o desenvolvimento sustentável do Brasil. O BID também contribuiu com os governos estaduais como os de Santa Catarina e Rio Grande do Sul na preparação de um Master Plan para o Desenvolvimento Sustentável da Região da Bacia da Parte Superior do Rio Uruguai que é bem limpo.